# Тенса
Тенса (исп. Tenza) — небольшой город и муниципалитет в центральной части Колумбии, на территории департамента Бояка. Входит в состав Восточной провинции.

## История
Поселение, из которого позднее вырос город, было основано в 1537 году. Муниципалитет Тенса был выделен в отдельную административную единицу в 1778 году.

## Географическое положение

Муниципалитет Тенса

Город расположен в юго-западной части департамента, в гористой местности Восточной Кордильеры, на расстоянии приблизительно 47 километров к юго-юго-западу (SSW) от города Тунха, административного центра департамента. Абсолютная высота — 1562 метра над уровнем моря.
Муниципалитет Тенса граничит на северо-западе с территорией муниципалитета Ла-Капилья, на северо-востоке — с муниципалитетом Пачавита, на востоке — с муниципалитетом Гарагоа, на юге — с муниципалитетом Сутатенса, на юго-западе — с муниципалитетом Гуатеке. Площадь муниципалитета составляет 51 км².

## Население
По данным Национального административного департамента статистики Колумбии, совокупная численность населения города и муниципалитета в 2015 году составляла 4112 человек.
Динамика численности населения муниципалитета по годам:
| 2005 | 2006 | 2007 | 2008 | 2009 | 2010 | 2011 | 2012 | 2013 | 2014 | 2015 |
| ---- | ---- | ---- | ---- | ---- | ---- | ---- | ---- | ---- | ---- | ---- |
| 4651 | 4595 | 4542 | 4493 | 4442 | 4397 | 4342 | 4286 | 4228 | 4178 | 4112 |

Согласно данным переписи 2005 года мужчины составляли 49,9 % от населения Тенсы, женщины — соответственно 50,1 %. В расовом отношении белые и метисы составляли 99,98 % от населения города; индейцы — 0,02 %.
Уровень грамотности среди всего населения составлял 87,2 %.

## Экономика
55,6 % от общего числа городских и муниципальных предприятий составляют предприятия торговой сферы, 26 % — предприятия сферы обслуживания, 17,5 % — промышленные предприятия, 0,9 % — предприятия иных отраслей экономики.